# Nyamuragira
Nyamuragira, znan tudi kot Nyamulagira, je aktivni ščitni vulkan v gorovju Virunga v Demokratični republiki Kongo, ki leži približno 25 kilometrov) severno od jezera Kivu. Ime izhaja iz bantujskega glagola Kuragira nyamu v kinjaruandščini, ki pomeni čredo živali; nyamu pomeni žival ali krava.
Opisan je bil kot najbolj aktiven afriški vulkan in je od leta 1885 izbruhnil več kot 40-krat. Poleg izbruhov z vrha je prišlo do številnih izbruhov s strani vulkana, ki so ustvarili nove manjše vulkane, ki so trajali le kratek čas (npr. Murara od konca 1976 do 1977).
Nedavni izbruhi so se zgodili 2. januarja 2010, 8. novembra 2011 in 23. maja 2021.

## Geografija in geologija
Vulkan Nyamuragira je aktivni vulkan v bližini mesta Goma v Demokratični republiki Kongo, ki leži približno 25 kilometrov severno od jezera Kivu. Je v provinci Severni Kivu in 13 kilometrov severozahodno od Nyiragongo, vulkana, ki je v svojem izbruhu leta 2002 povzročil veliko škodo mestu Goma.
Nyamuragira ima prostornino 500 kubičnih kilometrov in pokriva površino 1500 kvadratnih kilometrov. Ima nizek profil ščita in je v nasprotju s sosednjim vulkanom Nyiragongo s strmimi stranmi.
Vulkan Nyamuragira je odgovoren za velik del žveplovega dioksida, ki ga vulkani sprostijo v ozračje.

## Nedavna dejavnost

### Izbruh 2010
Ob zori 2. januarja 2010 je Nyamuragira začel bruhati tokove lave. V bližini vulkana ni naselij, vendar so se uradniki za divje živali bali, da bi izbruh lahko ogrozil šimpanze na tem območju. Druga nevarnost je bila, da bi lava lahko odtekla v južni del narodnega parka Virunga, kjer so naselja in vasi.
Obsežne tokove lave iz izbruha leta 2010 je mogoče videti na satelitskih fotografijah, ki segajo 25 kilometrov jugozahodno do jezera Kivu, približno 22 kilometrov severozahodno in 35 kilometrov sever-severvzhod.

### Izbruh 2011
Vulkan je ponovno izbruhnil 5. novembra 2011.
Ta izbruh je povzročil 400 metrov visok steber lave in to naj bi bil največji izbruh v zadnjih 100 letih.

### Jezero lave 2014
Leta 2014 se je na vulkanu prvič po 75 letih pojavilo novo jezero lave. Prejšnje jezero lave na vulkanu je bilo izpraznjeno v toku lave leta 1938. Novo jezero je nastalo med junijem in avgustom 2014. Dosegel je globino 500 metrov. Izbruh ni prizadel skupnosti na tem območju, pustil pa je veliko pepela in onesnaženega zraka. Sulfatne aerosole, ki jih tvori vulkanski žveplov dioksid iz izbruhov, so opazili vse do osrednjega amazonskega deževnega gozda v Južni Ameriki. Do leta 2018 se je jezero lave strdilo in zdelo se je, da se je aktivnost ustavila. Eruptivna dejavnost se nadaljuje v letu 2021 na kalderi na vrhu.

### Jezero lave 2021
Leta 2021 se je na podlagi satelitske slike z dne 11. junija na vulkanu pojavilo jezero lave.

### Prelivanje kaldere 2024
26. julija 2024 je lava začela prelivati severni rob kaldere in tekla proti severozahodu. To je spremljalo veliko povečanje izliva lave. Tok je prvi dan napredoval za 5 km.